# Gaverke
Gaverke is een wijk van de Belgische stad Waregem. De wijk ligt in het westen van de stadskern en heeft zijn eigen parochie.

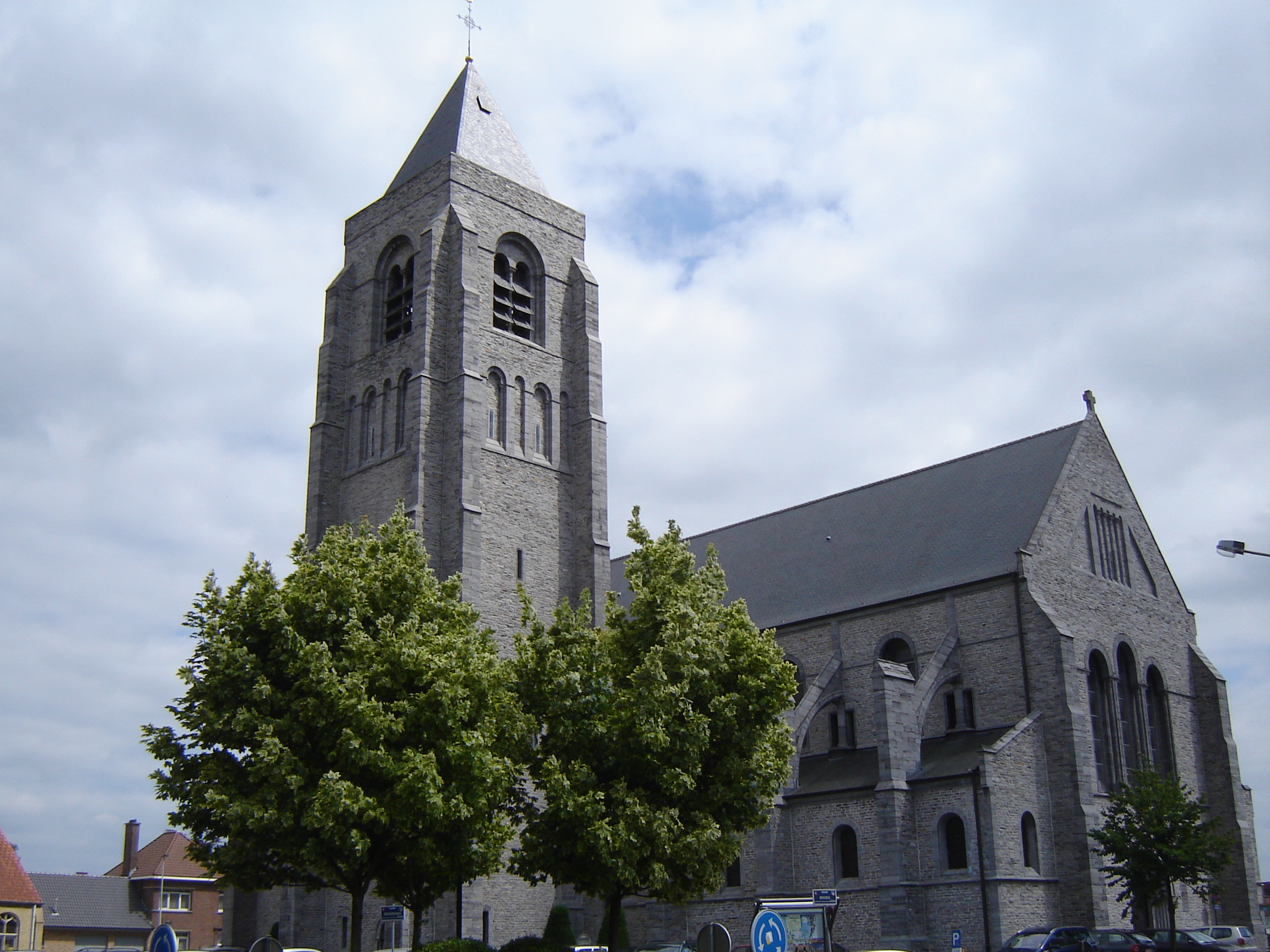
Heilige Familiekerk

## Geschiedenis
De plaats bleef lang een landelijk gebied ten westen van de dorpskern van Waregem. Reeds in 1562 zou de naam Tgaverkin als een van de acht wijken van de stad vermeld zijn. Het woord "gaver" zou verwijzen naar een laaggelegen, moerassig terrein.
Op de Ferrariskaart uit de jaren 1770 staat ten noordwesten van het centrum van Waregem het gehucht Gaverke vermeld. Op het eind van de jaren 1830 werd door het gebied de spoorlijn Gent-Kortrijk aangelegd. Op de Atlas der Buurtwegen uit het midden van de 19de eeuw staat hier enkel het gehucht Tjolhoek (Tjollenhoek) langs de spoorweg aangeduid. In 1868 kwam hier een afsplitsing van de spoorweg Gent-Kortrijk, namelijk een spoorlijn naar Anzegem.
In de tweede helft van de 19de eeuw verscheen in het gebied meer bebouwing. In de 20ste eeuw groeide de stad Waregem uit en in het interbellum werden ook in dit gebied ten westen van het centrum talrijke arbeiderswoningen opgetrokken. In 1935 opende hier de Mariaschool voor meisjes en kleuters. Voor jongens werd de Kind-Jezusschool geopend en als vakschool kwam er op het eind van de jaren 30 de Sint-Jozefschool. Vooral de Waregemse architect Maurice Bovyn was hier voor heel wat nieuwe gebouwen verantwoordelijk. De bisschop van Brugge gaf in 1941 de opdracht hier een nieuwe parochie te stichten en in 1942 werd de eerste pastoor er benoemd. Aangezien de drie scholen hier gewijd waren Jezus, Maria en Jozef, vormde dit de inspiratie voor de naam van de nieuwe parochie, namelijk de Heilige Familie.
In de jaren 50 bouwde de Waregemse maatschappij voor goedkope woningen Helpt Elkander de nieuwe sociale woonwijk Het Gaverke uit. In 1951 werd gestart met de bouw van een parochiekerk en in 1953 werd deze Heilige Familiekerk in gebruik genomen. In de loop van de eeuw werd de spoorlijn naar Anzegem afgeschaft en werden de sporen opgebroken. Op het eind van de 20ste eeuw kwam in het westen van het Gaverke de expresweg N382.

## Bezienswaardigheden
- De Heilige Familiekerk uit 1951-1953

## Verkeer en vervoer
Het Gaverke wordt van de stadskern gescheiden door de stadsring R35. In het westen ligt de recentere expresweg N382.
In oost-westrichting loopt in het noorden van het Gaverke de spoorlijn Gent-Kortrijk.
Deelgemeenten: Beveren · Desselgem · Sint-Eloois-Vijve · Waregem

Overige plaatsen: Biest · Gaverke · Nieuwenhove

Belgische gemeenten · Arrondissement Kortrijk · West-Vlaanderen · Vlaanderen